# Briana Evigan
Briana Barbara-Jane Evigan, née le 23 octobre 1986 à Los Angeles, est une actrice et danseuse américaine. Elle est connue pour son rôle d'Andie West dans Sexy Dance 2 au côté de Robert Hoffman et son interprétation de Cassidy Tappan dans Sœurs de sang (Sorority Row).

## Biographie
Briana Evigan, née le 23 octobre 1986 à Los Angeles, est la fille de l’acteur Greg Evigan, qui a joué dans Melrose Place et Les Dessous de Veronica, et de la mannequin-actrice Pamela Serpe. Briana est la cadette de la famille. Son frère Jason Evigan est le chanteur du groupe After Midnight Project,. Sa sœur Vanessa Lee Evigan est, elle aussi, actrice dans des séries américaines comme How I Met Your Mother.
Briana a commencé à étudier la danse à l'âge de neuf ans. Elle est aussi chanteuse et pianiste du groupe Moorish Idol. Elle a fait ses premiers pas devant la caméra en 1996 dans House of the Damned où elle joue la fille de son père, Greg Evigan. En 2003, elle a le premier rôle dans le clip de Linkin Park, Numb, où elle joue une jeune fille perturbée par sa mère très autoritaire. Par la suite, Briana est apparue dans plusieurs films.

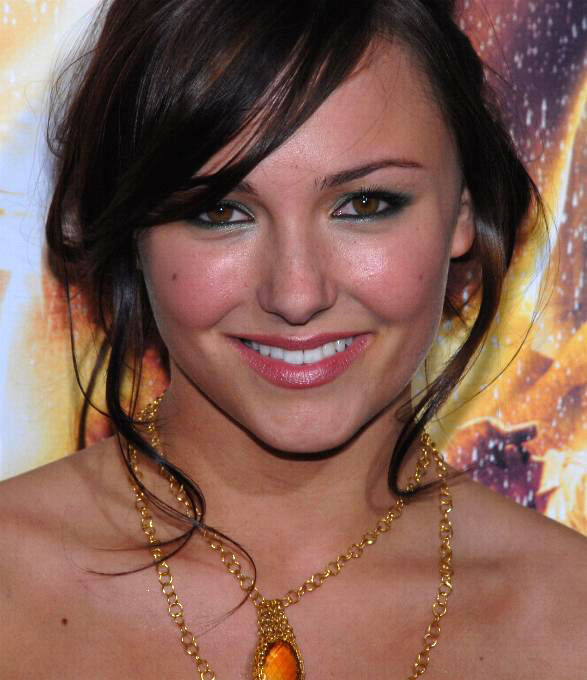
Briana Evigan en 2008.

La jeune femme joue le rôle d’une fille qui veut devenir actrice dans Something Sweet en 2004. Puis, en 2006, elle interprète une lycéenne dans Bottoms up (en). Côté clip, en 2008, Briana tient le rôle principal pour la chanson Push d’Enrique Iglesias. L’année 2008 est celle de son premier grand rôle dans Sexy Dance 2. Briana Evigan y joue Andie West, une nouvelle étudiante un peu rebelle qui arrive dans une école de danse. En 2009, son interprétation de Cassidy Tappan dans Sœurs de sang (Sorority Row) lui permet d'obtenir, avec les autres actrices de ce film, un ShoWest Awards dans la catégorie « Female Star of Tomorrow ».
Dans le film Burning Bright, elle interprète le rôle principal de Kelly Taylor. Malgré des critiques positives, le film est sorti directement en DVD, le 17 août 2010.
Briana Evigan joue le rôle d'Annette Langston dans le film Mother's Day, remake d'un film du même nom de 1980, prévu pour 2011. Le réalisateur est Darren Lynn Bousman qui est connu pour trois films de la saga Saw. Ils se sont déjà rencontrés en 2008 dans Le Réveillon de la fin du monde (New Year's Day), épisode 6 de la série télévisée Fear Itself. En 2012, elle joue le rôle de Ms. Merrywood dans le film The Devil's Carnival de Darren Lynn Bousman. En 2014, elle rejoue le rôle d'Andie West dans Sexy Dance 5.
En 2022, elle est enceinte de son premier enfant. Elle annonce le 13 août sur Instagram avoir donné naissance à son fils. Le petit garçon est né quinze jours plus tôt, fin juillet.

## Filmographie

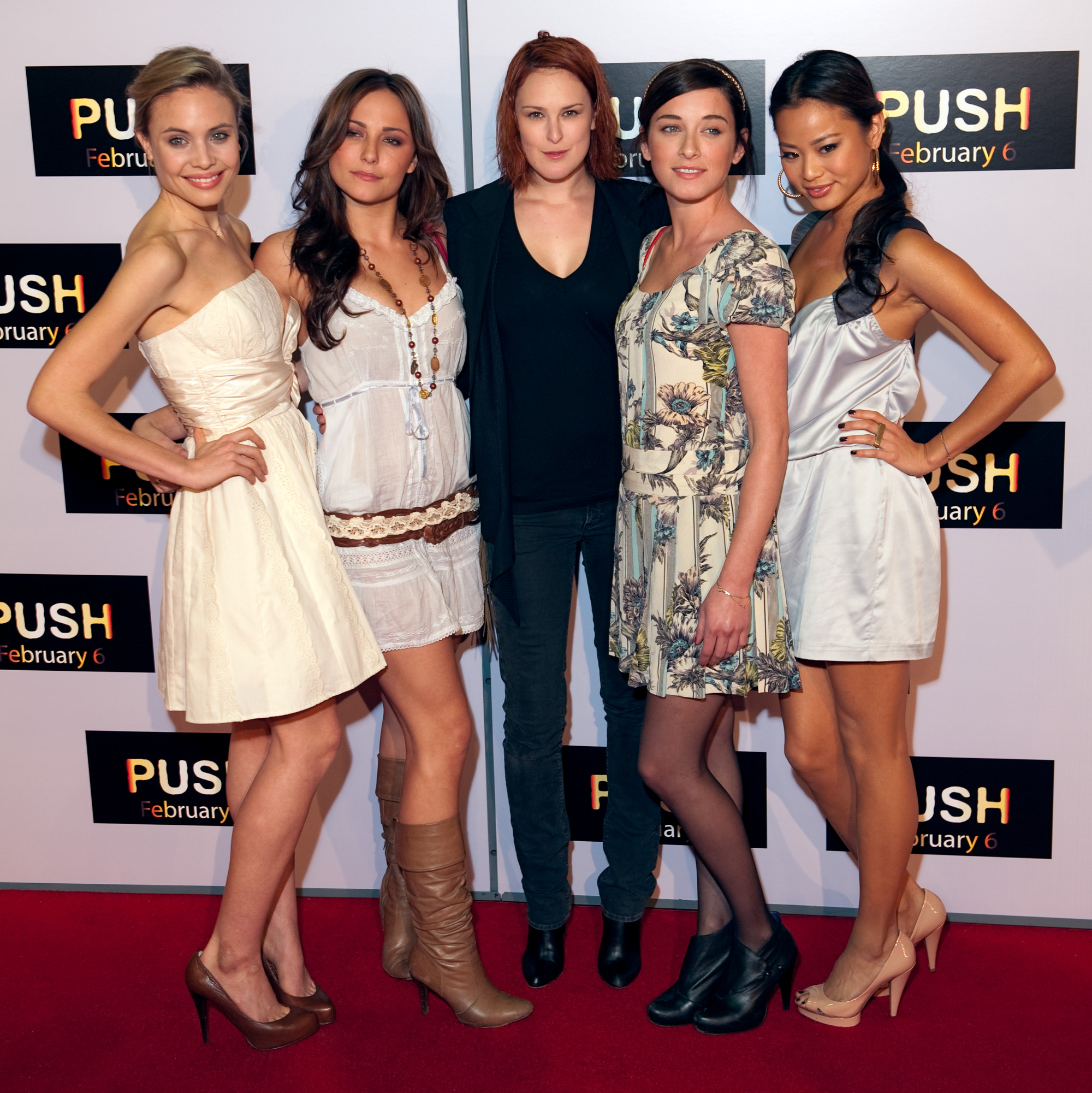
Les actrices de Sorority Row : Leah Pipes, Briana Evigan, Rumer Willis, Margo Harshman et Jamie Chung lors de la première du film Push en janvier 2009.

### Cinéma
- 1996 : Héritage diabolique (House of the Damned) : Aubrey South
- 2008 : Sexy Dance 2 (Step Up 2: The Streets) : Andie West
- 2009 : Donnie Darko 2 : L'Héritage du sang (S. Darko) : Corey Richardson
- 2009 : Sœurs de sang (Sorority Row) : Cassidy Tappan
- 2010 : Dans l'œil du tigre (Burning Bright) : Kelly Taylor
- 2010 : Subject: I Love You : Butterfly
- 2010 : Monster Heroes : Svector Orlaff
- 2011 : Mother's Day de Darren Lynn Bousman : Annette Langston
- 2012 : Mine Games : Lyla
- 2012 : Rites of Passage : Penelope
- 2012 : The Devil's Carnival : Ms. Merrywood
- 2012 : Piégés : Amy Nash
- 2013 : She Loves Me Not : Charlotte
- 2013 : Caretaker de Marty Murray : Ivy
- 2014 : Monica : Tasha
- 2014 : Sexy Dance 5: All in Vegas : Andie West
- 2015 : ToY : Chloe
- 2015:  Once Upon a holiday : Katie
- 2018 : Cops Incrimination (River Runs Red) de Wes Miller : Marilyn

### Télévision
- 2008 : Fear Itself, épisode 6, Le Réveillon de la fin du monde (New Year's Day). Rôle : Helen.
- 2012 :  Une star pour Noël  (A star for Christmas) : Cassie
- 2015 : Une nuit en enfer, la série
- 2015 :  Escapade princière  : La princesse Katherine
- 2018 : La femme secrète de mon mari (My Husband's Secret Wife) de Tamar Halpern : Mélanie Jones[14]

### Clips vidéo
- 2003 : Numb de Linkin Park[15].
- 2007 : Low de Flo Rida avec T-Pain[16].
- 2008 : Push d'Enrique Iglesias[17].
- 2008 : Church de T-Pain[18].
- 2008 : I Don't Think When I Dance de Sammy Smith, chorégraphié par Briana Evigan[19].
- 2009 : Get U Home de Shwayze[20],[21].

### Courts-métrages
- 2019 : Angel of anywhere de James Kicklighter : Michelle

## Distinctions

### Récompenses
- 2008 : MTV Movie Awards du meilleur baiser partagée avec Robert Hoffman pour Sexy Dance 2
- ShoWest Awards 2009 : Lauréate du Prix de la star féminine de demain partagée avec Leah Pipes, Rumer Willis, Jamie Chung, Audrina Patridge et Margo Harshman.
- Open World Toronto Film Festival 2018 : Lauréate du Prix du Jury de la meilleure actrice dans un court-métrage romantique pour Angel of Anywhere
- 2020 : Five Continents International Film Festival de la meilleure actrice principale dans un court-métrage pour Love in the Rain
- 2022 : IndieX Film Festival du meilleur court-métrage pour Four Hour Layover in Juarez partagée avec Wesley Alley, Eric Arnold Cortez, Amanda Markowitz, Lou Pizarro, Ryan McCoy, Erin Sanders, Mike Manning, Rene Aranda, Maitlyn Pezzo, Brian C. Chenworth, Derek Larsen, Kung Fu Vampire, Alba Villaronga Cases, Mary Elizabeth Boylan et Steven Ciceron

### Nominations
- Teen Choice Awards 2008 : Révélation Féminine de l'année pour Sexy Dance 2
- 2019 : Feel The Reel International Film Festival de la meilleure actrice dans un court-métrage pour Love in the Rain
- 2022 : Shockfest Film Festival du meilleur thriller pour Four Hour Layover in Juarez partagée avec Wesley Alley, Eric Arnold Cortez, Amanda Markowitz, Lou Pizarro, Ryan McCoy, Erin Sanders, Mike Manning, Rene Aranda, Maitlyn Pezzo, Brian C. Chenworth, Derek Larsen, Kung Fu Vampire, Alba Villaronga Cases, Mary Elizabeth Boylan et Steven Ciceron